# Gionata di Gaeta
Gionata di Gaeta (... – 1121) fu un membro di un ramo cadetto della famiglia Drengot e duca di Gaeta dal 1113 fino alla sua morte.

## Regno
Gionata è menzionato nel Codex Caietanus, che specifica che si trovava nel quarto anno della sua minorità nel 1116 e nel settimo anno del suo regno nel 1119.
Tre teorie sono state avanzate sulla sua origine. Potrebbe essere stato figlio del conte Gionata I di Carinola o suo nipote, nato da un figlio anonimo; in alternativa, sarebbe stato il nipote del conte Bartolomeo di Carinola. Fu posto sotto la reggenza di suo cugino o zio, il conte Riccardo di Carinola. Dopo la morte senza eredi del duca Andrea di Gaeta nel 1113, il ducato passò al principe Roberto I di Capua, che investì Gionata del titolo e nominò Riccardo come reggente.
Carte sottoscritte tra marzo 1113 e luglio 1114 con Riccardo e datate durante il regno congiunto (1092–1118) degli imperatori bizantini Alessio I e Giovanni II, testimoniano la semi-indipendenza di Gaeta. La successione di Gionata non fu priva di difficoltà. La vedova del duca Riccardo II cercò, insieme al suo nuovo marito, di impadronirsi del ducato, ma Riccardo di Carinola riuscì a garantirne la possesso dopo una breve guerra.
Non ci sono follis di Gaeta attribuiti con certezza al regno di Gionata. Alcuni esemplari con le iscrizioni «IOAN e IOHS DVX» potrebbero appartenere al suo periodo, ma attualmente si ritiene che appartengano a Giovanni IV (991–1012).